# 夕凪 (初代神風型駆逐艦)
|          |                                                                       |
| 艦歴     |                                                                       |
| 計画     | 明治37年度臨時軍事費                                                  |
| 起工     | 1906年1月20日                                                         |
| 進水     | 1906年8月22日                                                         |
| 就役     | 1906年12月25日                                                        |
| その後   | 1912年8月28日三等駆逐艦                                               |
| 除籍     | 1924年12月1日                                                         |
| 廃船     | 1925年4月1日認許                                                      |
| 売却     | 1926年5月5日                                                          |
| 性能諸元 |                                                                       |
| 排水量   | 常備：381t 満載：450t                                                 |
| 全長     | 69.2メートル                                                          |
| 全幅     | 6.6メートル                                                           |
| 吃水     | 1.8メートル                                                           |
| 機関     | レシプロエンジン2基2軸、6,000hp                                       |
| 最大速力 | 29ノット                                                              |
| 航続距離 | 11ノット/850カイリ                                                    |
| 乗員     | 70人                                                                  |
| 兵装     | 80mm（40口径）単装砲 2門 80mm（28口径）単装砲 4門 450mm魚雷発射管 2門 |

夕凪（ゆうなぎ / ゆふなぎ）は、大日本帝国海軍の駆逐艦で、神風型駆逐艦 (初代)の14番艦である。同名艦に神風型駆逐艦 (2代)の「夕凪」があるため、こちらは「夕凪 (初代)」や「夕凪I」などと表記される。

## 艦歴
1905年（明治38年）2月15日、命名（製造番号第14号）。1906年（明治39年）1月20日、舞鶴海軍工廠で起工。同年8月22日、進水。同月29日、駆逐艦に類別。同年12月25日、竣工。
1924年（大正13年）12月1日、除籍。1925年（大正14年）4月1日、廃船認許。1926年（大正15年）5月5日、売却。

## 艦長
※『日本海軍史』第9巻・第10巻の「将官履歴」及び『官報』に基づく。
駆逐艦長
- 森本義寛 少佐：1906年11月22日 - 1907年7月1日
- 高橋律人 大尉：1907年7月1日 - 1908年4月20日
- 黒田勇吉 大尉：1908年4月20日 - 1909年2月20日
- 館明次郎 大尉：1909年2月20日 - 1911年12月1日
- 古川良一 大尉：1911年12月1日 - 1913年5月24日
- 牛島潔 大尉：1913年5月24日 - 1914年2月2日
- 村原彪一 大尉：1914年2月2日 - 1916年9月5日
- 日暮豊年 大尉：1916年9月5日 - 12月1日
- 岩城茂身 大尉：1916年12月1日 - 1917年12月1日[7]
- 原田文一 大尉：1917年12月1日[7] - 1918年11月18日[8]
- 野田謙三 大尉：1918年11月18日 - 1919年12月1日
- 浅井次郎 大尉：1919年12月1日[9] - 1921年2月10日[10]
- 佐藤立一 大尉：1921年2月10日[10] - 1922年5月1日[11]
- 難波正 少佐：1922年5月1日[11] - 12月1日[12]
- 武田喜代吾 大尉：1922年12月1日[12] -